# Follow (série télévisée)
Production
Diffusion
Follow est une mini-série télévisée française réalisée par Louis Farge d'après un scénario de Sophie Dab, Blanche Bigot et Delphine Chouraqui écrit avec la collaboration de Florian Spitzer, et diffusée en France à partir du 26 novembre 2023 sur 13e rue, à partir du 15 juillet 2024 sur france.tv et à partir du 9 septembre 2024 sur France 2.
Ce thriller est une production de Bonne Pioche Story, réalisée avec la participation de 13e rue en association avec SG Image 2022, Indéfilms 12 et Cinémage 18,,.
Follow remporte le prix de la meilleure série de 52 minutes au Festival de la fiction de la Rochelle en septembre 2023,,.

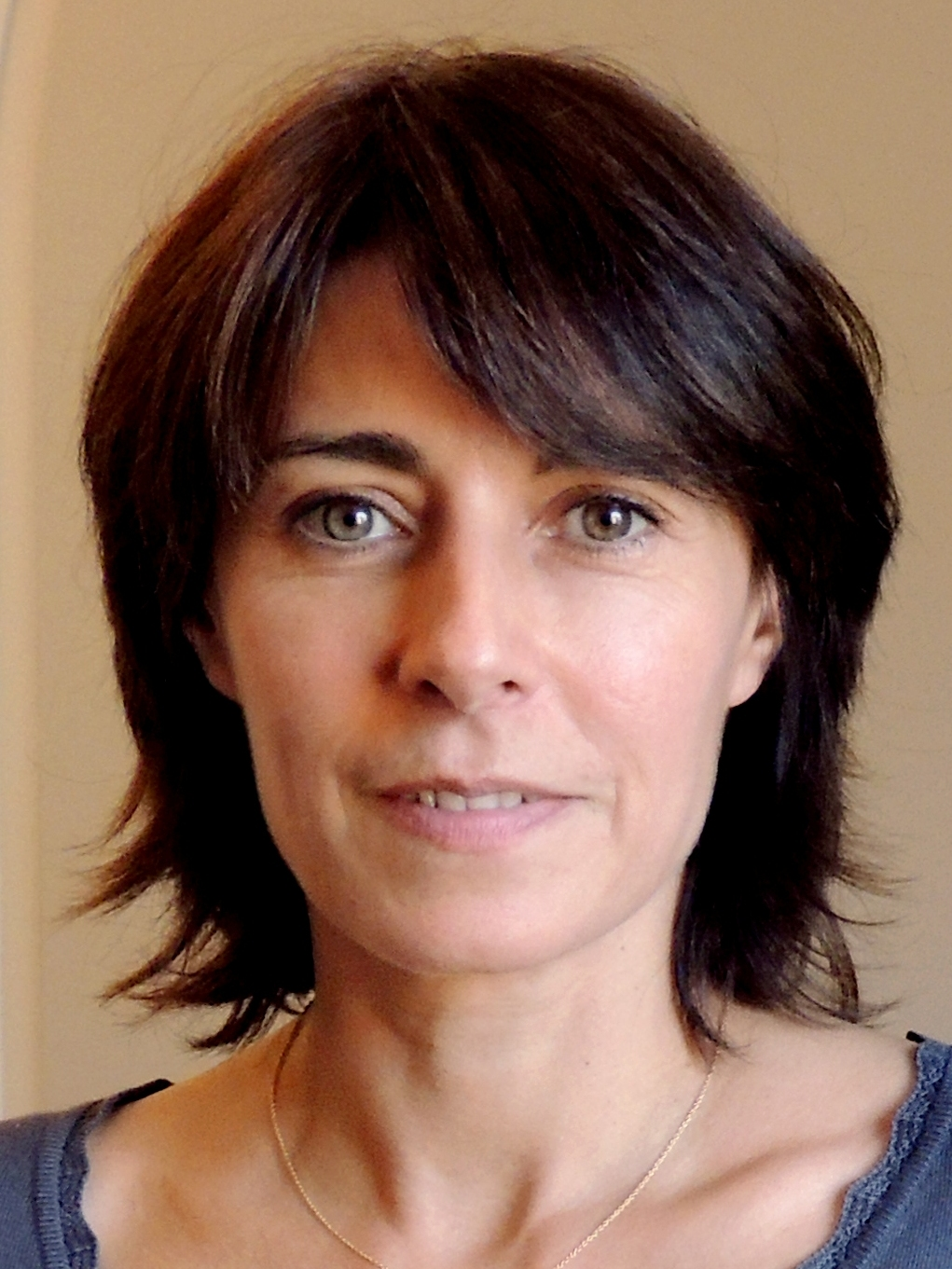
Marilyne Canto.

## Synopsis
La police judiciaire de Paris enquête sur un tueur en série qui drogue ses victimes avant de leur couper les pouces, et qui subtilise leur téléphone pour poster une dernière photo sur les réseaux sociaux après les faits.
Léna, une jeune stagiaire qui travaille au département de la communication de la préfecture de police de Paris, alerte les officiers de police judiciaire après avoir remarqué que le compte de Capucine de Warren, l'influenceuse la plus suivie en France, vient de poster une photo qui avait déjà été postée un an plus tôt. Les policiers foncent au domicile de la jeune influenceuse et la retrouvent droguée et mutilée comme les autres victimes mais encore vivante.
Afin de coincer au plus vite le coupable, la commissaire Agathe Ruffin prend le risque d'intégrer Léna à son équipe afin de bénéficier de sa connaissance des réseaux sociaux. Léna arrive à communiquer avec le tueur et à obtenir un indice sur sa prochaine victime, mais l'opération de police qui s'ensuit tourne au fiasco et mène à l'humiliation de la police sur les réseaux.
De collaboratrice précieuse, Léna devient une suspecte aux yeux de la commissaire et de ses policiers.

## Distribution
- Marie Colomb : Léna Martinet
- Marilyne Canto : Commissaire Agathe Ruffin
- Vincent Heneine : Lieutenant Samir Mebrouk, officier de police judiciaire
- Oscar Copp : Arthur Chauvel, officier de police judiciaire
- Aïda Asgharzadeh : Maia Pellat, officier de police judiciaire
- Jean-Michel Lahmi : Martin Médard, chef du département de la communication de la préfecture de police de Paris
- Arthur Mazet : Ludo Pichon, département  de la communication de la préfecture de police
- Daniel Njo Lobé : Préfet de police Simon Herbert
- Philypa Phoenix : Capucine De Warren, influenceuse
- Juliette Delacroix : Maître d'Aboville
- Bastien Bernini : Marc Durant
- Lucie Fagedet : Jeanne Durant
- Vincent Tirel : Paul Nizart
- Amaury de Crayencour : le psychiatre de Paul Nizart
- Pascal Loison : commissaire Loïc Prigeant
- Nathan Dunglas : Luca Conti
- Quentin Gouverneur : Bastien Millot
- Karina Marimon : Paloma Vickers

## Production

### Genèse et développement
La série est créée par Victoire d'Aboville, Sophie Dab et Florian Spitzer, écrite par Sophie Dab, Blanche Bigot et Delphine Chouraqui, avec la collaboration de Florian Spitzer, et réalisée par Louis Farge,,,,.
Après dix ans au sein du groupe M6, Victoire d'Aboville crée en 2020 pour la société de production Bonne Pioche Story, une entité consacrée aux séries et unitaires télévisées. Elle engage en 2021, Julie Vincent, qui a été la première community manager à la Préfecture de Police de Paris de juin 2012 à novembre 2015 et qui lui propose l'idée du pitch de la série imaginé de son expérience professionnelle : une jeune community manager à la Préfecture de Police, qui fait face à un serial killer qui sévit sur Paris et où s'instaure un jeu du chat et de la souris entre eux. C'est la rencontre avec Hector Lavigne, directeur des acquisitions et productions de 13e rue qui va permettre de concrétiser l'idée en série. 13ème rue commande chaque année deux séries qui correspondent au style de 13ème rue, à savoir des thrillers, plutôt sombres et féminins, et avec un budget limité. Victoire d'Aboville explique au quotidien Les Échos avoir voulu faire le procès des réseaux sociaux avec la série Follow : « Je pense que beaucoup, notamment des jeunes femmes, postent trop de photos sur les réseaux et fournissent ainsi plein d'informations à de possibles prédateurs, comme on l'a vu cet été avec le cambriolage du domicile de cette influenceuse de mode Xenia Adonts. Cela n'a pas de sens après MeToo. Non seulement cette exposition permanente est dangereuse pour les personnes mais également pour la société : que va-t-on devenir si l'on continue à ériger le soi en valeur absolue ? Franchement, c'est glaçant. Je veux faire le procès des réseaux sociaux avec cette série. Et sûrement avec d'autres aussi car c'est un formidable moteur dramaturgique. Il se trouve que j'avais une stagiaire qui avait été community manager à la Préfecture de Paris, et comme par ailleurs, je mène un combat personnel contre les réseaux sociaux, je me suis dit que je tenais là un bon point de départ ».

### Tournage
Le tournage de la série a lieu à partir du 20 février 2023 à Paris.
Comme le souligne le réalisateur Louis Farge, « On a essentiellement tourné dans Paris. L'idée était vraiment de mettre en avant la capitale. On voulait montrer différents points de vue de Paris : des plans en hauteur, des scènes avec le métro ou encore à la Préfecture de Police. On a eu la chance de pouvoir jouer avec de nombreux décors pour rythmer la narration et porter les acteurs ».

### Fiche technique
- Titre français : Follow
- Genre : Policier, Thriller[12],[13]
- Production : Victoire d'Aboville[1],[2],[3],[4]
- Société de production : Bonne Pioche Story[1],[2],[3],[4]
- Réalisation : Louis Farge[1],[2],[3],[4],[6]
- Création : Victoire d'Aboville, Sophie Dab et Florian Spitzer[3],[4]
- Scénario : Sophie Dab, Blanche Bigot et Delphine Chouraqui, avec la collaboration de Florian Spitzer[1],[2],[3],[4],[6]
- Musique : Édouard Rigaudière et Anthony D'Amario[2],[4]
- Décors : Chloé Monguillon
- Costumes : Natalie Van Der Meulen
- Photographie : n.c.
- Son : Elias Graziani
- Montage : Adrien Pallatier et Conrad Chemetoff
- Maquillage : Clémentine Douel
- Pays de production :  France
- Langue originale : français
- Format : couleur
- Nombre de saisons : 1
- Nombre d'épisodes[4],[1] : 6
- Durée : 45 minutes[4],[1]
- Date de première diffusion :
  - France : 
    - 26 novembre 2023 sur 13e rue[13],[6],[14]
    - 9 septembre 2024 sur France 2[3]

## Accueil

### Audiences et diffusion

#### En France
En France, la série est diffusée les dimanches à 21 h sur 13e rue par salve de deux épisodes du 26 novembre au 10 décembre 2023. Les audiences des chaînes du câble sont réalisées par Médiamétrie ne permettent pas véritablement d'obtenir des chiffres précis sur un programme en particulier.
La série Follow est disponible sur France.tv à partir du 15 juillet 2024, puis les 6 épisodes sont diffusés en une fois sur France 2 le 9 septembre 2024.
| Épisode | Diffusion              | Diffusion         | Audience moyenne          | Audience moyenne                       | Réf.   |
| Épisode | Jour                   | Horaire           | Nombre de téléspectateurs | Part de marché (sur les 4 ans et plus) | Réf.   |
| ------- | ---------------------- | ----------------- | ------------------------- | -------------------------------------- | ------ |
| 1       | Lundi 9 septembre 2024 | 21 h 05 - 21 h 45 | 2 470 000                 | 11,6 %                                 | [ 15 ] |
| 2       | Lundi 9 septembre 2024 | 21 h 45 - 22 h 25 | 2 100 000                 | 10,4 %                                 | [ 15 ] |
| 3       | Lundi 9 septembre 2024 | 22 h 25 - 23 h 10 | 1 650 000                 | 10,5 %                                 | [ 15 ] |
| 4       | Lundi 9 septembre 2024 | 23 h 10 - 23 h 50 | 1 120 000                 | 12,6 %                                 | [ 15 ] |
| 5       | Lundi 9 septembre 2024 | 23 h 50 - 0 h 25  | 857 000                   | 15,7 %                                 | [ 15 ] |
| 6       | Lundi 9 septembre 2024 | 0 h 25 - 1 h 10   | 746 000                   | 20,6 %                                 | [ 15 ] |

- Les plus hauts chiffres d'audience
- Les plus bas chiffres d'audience

### Distinction
- Festival de la fiction de la Rochelle 2023 : prix de la meilleure série de 52 minutes[4],[5]

### Accueil critique
Le Parisien donne 4/5 à la série et souligne qu'« il y a quelque chose de réjouissant à voir l'alternante, méprisée par son supérieur — par ailleurs complètement hermétique aux nouvelles technologies — apporter son aide à une brigade aguerrie. La jeune femme, accro aux réseaux sociaux, est la clé. Dans ce rôle, Marie Colomb excelle, à la fois déterminée et terrifiée ».
Après avoir rappelé que Follow a été récompensée du prix de la meilleure série au festival de la Rochelle, Xavier Leherpeur de France Inter souligne « Un sacre mérité pour ces six épisodes créés par Victoire d'Aboville et Sophie Dab, qui vous happent dès les premières minutes dans une spirale policière de fort belle tenue. Une intrigue crépusculaire nous plongeant dans les maillages des réseaux sociaux et des vidéos virales, les labyrinthes du 36 quai des orfèvres ainsi que les souterrains parisiens et du métro. Une course poursuite au timing impeccable, filmé dans un scope qui prolonge l'importance accordée aux décors et à leur ambiance sombre. Si le scénario ne recule pas toujours devant quelques raccourcis, c'est au service d'une redoutable efficacité dans l'édification d'un suspense tranchant sans l'ombre d'un temps mort. Ajoutez à cela une interprétation de premier ordre : Marie Colomb en héroïne trouble et la toujours parfaite Maryline Canto en flic pugnace et vous obtenez un thriller addictif plus que recommandé ».
Pour le Figaro TV Magazine, Follow est un thriller à ne pas manquer : « Le bel automne des séries françaises continue. Après Sambre, D'argent et de sang ou Tout va bien, voici Follow, un thriller aux moyens beaucoup moins conséquents mais à la maîtrise et au suspense insolents. Réalisés avec des contraintes folles de budget et de temps de tournage, ces six épisodes confirment que les créations de la chaîne de polars 13ème Rue boxent au-dessus de leur catégorie. Derrière la caméra, Louis Farge imagine un Paris au ciel bas d'hiver, à la Seine gonflée et aux bâtiments gris. Le réalisateur cite David Fincher, les séries scandinaves et Le Silence des agneaux comme matrice de son atmosphère froide et crépusculaire où les contrastes sont réduits au strict minimum. Pas un épisode sans une séquence dans le métro et ses tunnels, métaphore des réseaux sociaux. Cette ambiance porte Follow jusqu'à sa conclusion, même lorsque les rebondissements et les fausses pistes, qui font de Léna un suspect, entrent dans le domaine de l'improbable et de la surenchère ».